# HD 28254
| 太陽 | HD 28254  |
| ---- | --------- |
| 太陽 | Exoplanet |

HD 28254は、かじき座の方角に約178光年離れた位置にある8等級のG型主系列星、もしくは準巨星である。質量と半径は共に太陽より大きく、金属量は太陽の2.29倍にもなる。誕生から79億年が経過しているとされている。

## 惑星系
2010年に、ドップラー分光法を用いた観測によって木星サイズの太陽系外惑星HD 28254 bが発見された。この惑星は、軌道離心率0.81というとても極端な楕円軌道でHD 28254を公転している。
| 名称 （恒星に近い順） | 質量                | 軌道長半径 （天文単位） | 公転周期 (日) | 軌道離心率      | 軌道傾斜角 | 半径 |
| --------------------- | ------------------- | ----------------------- | ------------- | --------------- | ---------- | ---- |
| b                     | ≥1.16+0.10 −0.06 MJ | 2.15+0.04 −0.05         | 1116 ± 26     | 0.81+0.05 −0.02 | —          | —    |